# Brechmorhoga praedatrix
Brechmorhoga praedatrix är en trollsländeart som beskrevs av Philip Powell Calvert 1909. Brechmorhoga praedatrix ingår i släktet Brechmorhoga och familjen segeltrollsländor. IUCN kategoriserar arten globalt som livskraftig. Inga underarter finns listade i Catalogue of Life.